# カンポマッジョーレ
カンポマッジョーレ（イタリア語: Campomaggiore）は、イタリア共和国バジリカータ州ポテンツァ県にある、人口約800人の基礎自治体（コムーネ）。

## 地理

### 位置・広がり

#### 隣接コムーネ
隣接するコムーネは以下の通り。括弧内のMTはマテーラ県所属を示す。
- アッチェットゥーラ (MT)
- アルバーノ・ディ・ルカーニア
- カルチャーノ (MT)
- ピエトラペルトーザ